# 2418 Voskovec-Werich
A 2418 Voskovec-Werich (ideiglenes jelöléssel 1971 UV) a Naprendszer kisbolygóövében található aszteroida. Luboš Kohoutek fedezte fel 1971. október 26-án.